# شننون هیلز (آرکانزاس)
شننون هیلز (آرکانزاس) (به انگلیسی: Shannon Hills, Arkansas) یک شهر در ایالات متحده آمریکا با جمعیت ۲٬۰۰۵ نفر است که در آرکانزاس واقع شده‌است.

## موقعیت جغرافیایی
موقعیت جغرافیایی شهرها و مناطق اطراف به شرح زیر است: